# 여주소방서
여주소방서(驪州消防署, Yeoju Fire Station)는 경기도 여주시를 관할하는 경기도 소방재난본부 산하의 소방서이다.
소방서장은 소방정으로 보한다.

## 연혁
| 1989 | 01.10. | 여주파출소 설치 승인(대통령령 제 12608호)                                                     |
| 1989 | 01.26. | 여주파출소 개소(여주읍 상리 258-2)                                                            |
| 1992 | 01.01. | 광역소방 행정체제로 전환                                                                      |
| 1995 | 08.15. | 이천소방서 청사준공(이천시 관고동 218-2)                                                      |
| 1995 | 11.06. | 이천소방서 설치승인(도 조례 제 2605호) 이천소방서 정원승인(도 조례 제 2605호, 규칙 제 2630호) |
| 1995 | 12.12. | 이천소방서 개서(이천, 장호원, 여주, 양평 4개 파출소)                                          |
| 1997 | 05.27. | 가남파출소(내무부 설치승인)                                                                   |
| 1999 | 11.27. | 가남파출소 운영 정원승인(행정자치부 자제 12200-728)                                           |
| 2000 | 01.10. | 가남파출소 정원승인(도 조례 제 2964호, 규칙 제 2871호)                                        |
| 2000 | 02.16. | 가남파출소 개소(여주군 가남면 태평리 259-3)                                                   |
| 2002 | 12.24. | 여주파출소 신축이전(여주군 여주읍 월송리 42-7, 8)                                             |
| 2003 | 06.13. | 여주소방서 설치승인(도 조례 제 3344호)                                                        |
| 2004 | 05.17. | 여주소방서 정원승인(도 조례 제 3344호, 규칙 제 3112호)                                        |
| 2004 | 08.12. | 여주소방서 청사준공(여주군 여주읍 월송리 42)                                                  |
| 2004 | 11.12. | 여주소방서 개청식(119구조대, 여주파출소, 가남파출소)                                          |
| 2005 | 12.22. | 북내파출소 개소(여주군 북내면 당우리 244번지)                                                 |
| 2016 | 12.12. | 대신119지역대 준공(여주시 대신면 율촌2길)                                                     |
| 2018 | 01.10. | 여주119안전센터 → 월송119안전센터 명칭변경                                                    |
| 2018 | 04.11. | 119구급대 발대(여주시 우암로 110)                                                             |

## 조직
| 내근 | - 소방행정과 - 소방행정팀 - 회계장비팀                 | - 재난예방과 - 예방대책팀 - 소방민원팀                            | - 소방안전특별점검단 - 화재안전조사팀 - 소방사법팀    | - 현장대응단 - 대응전략팀 - 구조구급팀            |             |             |
| 외근 | - 현장대응단 - 지휘조사1팀 - 지휘조사2팀 - 지휘조사3팀 | - 월송119안전센터 - 금사119지역대 - 산북119지역대 - 흥천119지역대 | - 가남119안전센터 - 세종대왕119지역대 - 점동119지역대 | - 북내119안전센터 - 강천119지역대 - 대신119지역대 | - 119구조대 | - 119구급대 |

## 관할센터 및 관할구역
여주소방서는 3개의 119안전센터와 1개의 구조대, 1개의 구급대를 산하에 두고 있다.
| 명칭                 | 사진 | 주소              | 관할구역                                       | 지역대                                    |
| -------------------- | ---- | ----------------- | ---------------------------------------------- | ----------------------------------------- |
| 월송119안전센터      |      | 우암로 110        | 홍문동, 중앙동, 오학동, 흥천면, 금사면, 산북면 | 금사119지역대 산북119지역대 흥천119지역대 |
| 가남119안전센터      |      | 가남읍 일신로 32  | 가남읍, 세종대왕면, 점동면                     | 세종대왕119지역대 점동119지역대           |
| 북내119안전센터      |      | 북내면 도예로 440 | 북내면, 대신면, 강천면                         | 대신119지역대 강천119지역대               |
| 여주소방서 119구조대 |      | 우암로 110        | 경기도 여주시 일원                             |                                           |
| 여주소방서 119구급대 |      | 우암로 110        | 경기도 여주시 일원                             |                                           |

## 역대 소방서장
|  | 1대  | 이동우 | 2004.11.03.~2006.06.30. |
|  | 2대  | 천명환 | 2006.07.01.~2008.01.28. |
|  | 3대  | 이기풍 | 2008.01.29.~2009.06.30. |
|  | 4대  | 우동인 | 2009.07.01.~2012.01.01. |
|  | 5대  | 김철수 | 2012.01.02.~2014.01.06. |
|  | 6대  | 홍영근 | 2014.01.07.~2015.02.23. |
|  | 7대  | 김오년 | 2015.02.24.~2016.12.31. |
|  | 8대  | 김종현 | 2017.01.01.~2019.06.30. |
|  | 9대  | 염종섭 | 2019.07.01.~2021.06.30. |
|  | 10대 | 나성수 | 2021.07.01.~2022.12.31. |
|  | 11대 | 유재홍 | 2023.01.01.~현재        |

## 사건사고
- 2007년 11월 27일 CJ육가공공장 화재 출동을 위해 출동했던 소방차를 정비하던 1명이 순직하였다.[4]

## 같이 보기
- 대한민국 소방청
- 대한민국의 소방
- 소방관 계급